# Bettino Ricasoli
Bettino Ricasoli, (Firenza, 9. ožujka 1809. — Rim, 23. listopada 1880.), bio je talijanski političar, premijer Italije u dva navrata 1861. – 1862. i 1866. – 1867.

## Životopis
Ricasoli je rođen u staroj toskanskoj plemićkoj obitelji. Poslije studija prvo se bavio zemljoradnjom i uzgojom vina. U časopisu "La Patria" 1847., pisao je članke u korist ujedinjenja Italije. Postao je gonfalonijer u svom rodnom gradu, ali poslije pobjede austrijske vojske nad talijanskim ustanicima, ponovo se posvećuje zemljoradnji. 
Ricasoli postaje pristaša Camilla di Cavoura 1859. godine. U kolovozu iste godine postaje guverner Toscane do njenog ujedinjenja sa Sardinijom  (ožujak 1860.) Premijer Italije postaje 12. lipnja 1861., naslijedivši Cavoura na toj dužnosti i nastavljajući s njegovom politikom. 
Giuseppe Garibaldi i Rimsko pitanje su mu u međuvremenu prouzročili poteškoće, tako da napušta premijersku poziciju i na tom mjestu ga u ožujku 1862. zamjenjuje Urbano Rattazzi. Nekoliko godina politički je djelovao u zastupničkom domu. Ricasoli drugi put postaje premijer 20. lipnja 1866. naslijedivši Alfonsa La Marmora na toj dužnosti. Tijekom rata držao je vjerno stranu Pruskoj, ali unutarnja politika donijela mu je neriješive poteškoće. Nakon neuspjele parlamentarne rezolucije, 4. travnja 1867., povlači se iz javnog političkog života. 
Ricasoli je bio ozbiljan, energičan i karakteran državnik. Zastupao je Cavourovu ideju o odvajanju crkve i države.